# Утейка
Уте́йка (рос. Утейка, башк. Үтәй) — присілок у складі Белебеївського району Башкортостану, Росія. Входить до складу Максим-Горьківської сільської ради.
Населення — 86 осіб (2010; 102 в 2002).
Національний склад:
- росіяни — 73 %